# Skúli Thorlacius
Skúli Thórðarson Thorlacius (født 10. april 1741, død 30. marts 1815) var en islandsk filolog.
Thorlacius blev født på gården Teigur i Rangárvalla Syssel på Island af forældrene administrator Thórður Brynjólfsson og Kristín Sigurðsdatter; det latiniserede tilnavn viser tilbage til oldefaderen biskop Thórður Thorláksson. Efter at være dimitteret fra Skalholt Skole 1758 studerede Thorlacius ved Københavns Universitet, hvor han 1765 tog teologisk eksamen og 1768 opnåede magistergraden. Efter 1769-77 at have været rektor ved Kolding Latinskole forflyttedes han til vor Frue Skole (Metropolitanskolen) i København, hvor han virkede, til han afgik 1803.
Thorlacius havde 1770 ægtet Agatha Riisbrigh (død 1825), datter af præsten Hans Christian Riisbrigh. 1780 var han blevet udnævnt til gehejmearkivar, men frabad sig denne stilling og fik samtidig titel af justitsråd; samme år blev han medlem af den Arnamagnæanske Kommission, 1789 medlem af Videnskabernes Selskab og i 1793 medlem af Det kongelige danske Selskab for Fædrelandets Historie.
Thorlacius havde blandt sine samtidige ry som en udmærket latinsk digter, hans videnskabelige virksomhed omfatter dog den gamle nordiske litteratur. Som rektor i København udgav han som skoleprogrammer en række herhenhørende latinske afhandlinger (Antiqvitatum borealium observationes miscellaneæ I-VII, 1788-1801), blandt hvilke kan fremhæves en undersøgelse over de gamle nordboers ægteskab, hvorimod den versfortolkning, som danner indholdet for de fleste andre, til dels ikke har kunnet bestå for kritikken. Da ved Gerhard Schønings død den store folioudgave af Heimskringla manglede en leder, indtrådte Thorlacius i Schønings plads og fuldendte det påbegyndte 3. bind (1783), hvorefter han udarbejdede fortsættelsen, således at Sverres Saga, der udgør næsten hele 4. bind, var rentrykt 1795, men Københavns brand samme år og flere påfølgende uheld gjorde, at bindet først 1813, efter at arbejdet var gået over på andre hænder, kunne fuldendes.
Filologisk antikvariske afhandlinger af ham findes i Videnskabernes Selskabs Skrifter, Skandinavisk Musæum og Antikvariske Annaler.
Thorlacius var en mand af gammeldags strenghed, som synes, vistnok med rette, at have nydt større anseelse for lærdom end for fremragende begavelse.